# (52226) Saenredam
(52226) Saenredam est un astéroïde de la ceinture principale.

## Description
(52226) Saenredam est un astéroïde de la ceinture principale. Il fut découvert le 12 août 1974 à l'Observatoire Palomar par Tom Gehrels. Il présente une orbite caractérisée par un demi-grand axe de 2,68 UA, une excentricité de 0,06 et une inclinaison de 32,7° par rapport à l'écliptique.

## Compléments